# Мечёв, Алексей Алексеевич

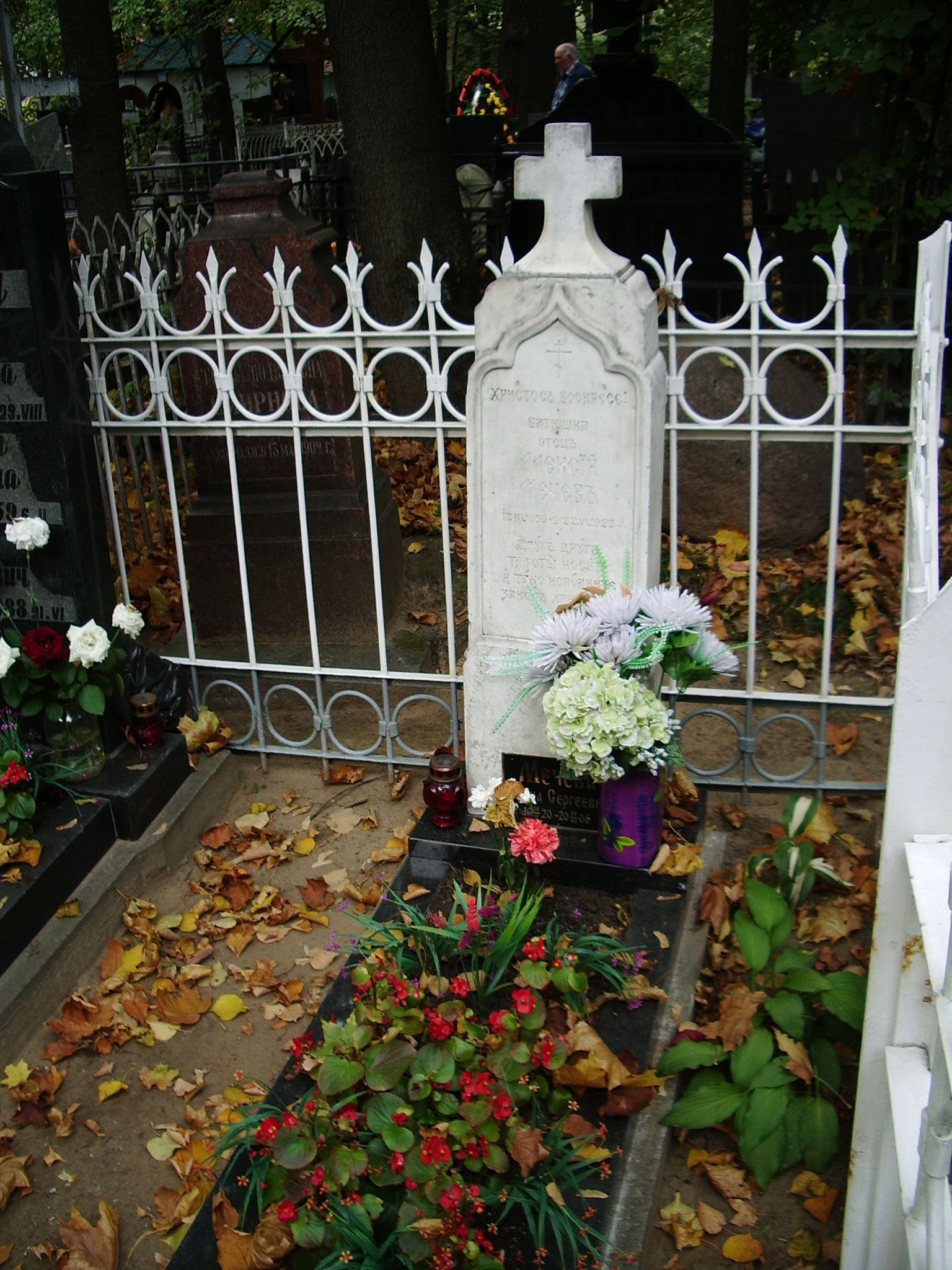
Надгробие Алексея Мечёва на Введенском кладбище

Алексе́й (Алекси́й) Алексе́евич Мечёв (святой праведный Алексий Московский; 17 [29] марта 1859 или 1859, Москва — 22 июня 1923, Верея, Московская губерния) — священнослужитель Русской православной церкви, известный московский протоиерей начала XX века, настоятель храма святителя Николая в Клённиках.
Прославлен в лике святых Русской православной церкви в 2000 году.

## Биография
Родился в семье регента кафедрального Чудовского хора Алексея Ивановича Мечёва.
Окончил Заиконоспасское духовное училище, Московскую духовную семинарию (1879). Мечтал учиться в университете и стать врачом, но по настоятельной просьбе матери принял священный сан.
Вся его жизнь была связана со служением в московских храмах. Служил псаломщиком в Знаменской церкви. С 18 ноября 1884 года — диакон церкви великомученика Георгия в Лубянском проезде. С 19 марта 1893 года — священник храма святого Николая в Клённиках на Маросейке, в котором прослужил до конца жизни. Это был один из самых маленьких храмов Москвы, в котором было очень мало прихожан. Несмотря на это, ввёл в церкви ежедневное богослужение, восемь лет служил в пустом храме почти в одиночестве. Однако постепенно священник получил известность как добрый пастырь, в храме становилось всё больше прихожан, со временем сформировалась одна из самых известных в Москве православных общин. По воспоминаниям верующих, его проповеди были просты, искренни, трогали сердце глубиной веры, правдивостью, пониманием жизни.
В нижнем жилом этаже храма открыл церковно-приходскую школу, устроил приют для сирот и неимущих. В течение 13 лет преподавал Закон Божий в женской гимназии Е. В. Винклер (был известен как добрый наставник, стремившийся, чтобы его ученики стали верующими людьми, а не получали формальные знания). Способствовал возрождению древнерусской иконописи, благословив на писание икон свою духовную дочь Марию Соколову (впоследствии монахиня Иулиания). Был близок к оптинским старцам. После кончины жены и встречи со святым Иоанном Кронштадтским сам получил известность как старец (хотя и не принимал монашества, оставаясь приходским священником в сане протоиерея). Был скромным и прозорливым человеком. Часто вёл беседы с прихожанами на темы о житиях святых. Одним из тех, кого встречи с ним духовно исцелили и вернули к творчеству, был художник Роберт Фальк.
Был духовником Николая Бердяева. В 1922 году, когда Бердяев получил приказ ОГПУ покинуть РСФСР, он, находясь в большом смятении, обратился к отцу Алексею. «Не смущайтесь, езжайте смело. Ваше слово должен услышать Запад», — сказал отец Алексей.
В советское время его дважды вызывали на «собеседование» в ОГПУ (в конце 1922 и 30 марта 1923 года), ему запрещали принимать верующих. Не был подвергнут репрессиям из-за тяжёлой болезни. В мае 1923 года уехал отдыхать в Верею, где и умер.
Был похоронен в Москве на Лазаревском кладбище, на его похороны собрались многие верующие столицы. Литургию отпевания совершал архиепископ Феодор (Поздеевский), а в похоронах принял участие патриарх Тихон (оба архиерея были только что освобождены из заключения). В 1930-е годы прах перенесён на Введенское кладбище (14 уч.).

## Прославление
Прославлен в лике святых Юбилейным Архиерейским собором Русской православной церкви в августе 2000 года. Тогда же был канонизирован его сын и преемник в качестве настоятеля храма Сергий Мечёв. Они особо почитаются в храме Святителя Николая в Клённиках, где есть придел во имя святого праведного Алексия и священномученика Сергия Мечёвых. В 2001 году совершилось обретение мощей святого праведного Алексия Московского и перенесение их в храм Святителя Николая.

## Семья
- Супруга (с 1884)[6] — Анна Петровна Молчанова (1865/6, Малино Коломенского уезда Московской губернии—1902), дочь псаломщика Успенского храма в Малине.
- Дочери — Александра (1888—после 1916), Анна (1890—после 1946)[7], Ольга (1896—1984), первая жена зоолога и охотоведа П. Б. Юргенсона.[8]
- Сыновья — Алексей (1891, умер на первом году жизни) и Сергей (1892—1942), священник, священномученик.